# Rhytidanthera splendida
Rhytidanthera splendida là một loài thực vật có hoa trong họ Ochnaceae. Loài này được (Planch.) Tiegh. miêu tả khoa học đầu tiên năm 1904.